# Dennis Burton
Dennis Burton, de son nom complet Denis Norman Eugene Burton, (né le 6 décembre 1933 à Lethbridge et mort le 8 juillet 2013 à Vancouver) est un peintre et sculpteur contemporain canadien.

## Biographie
Né à Lethbridge, Dennis Burton commence sa formation artistique en fréquentant l'Ontario College of Fine Arts (aujourd'hui l'Université de l'École d'art et de design de l'Ontario) sous la tutelle de Frederick Hagan et de Jock Macdonald (en) de 1952 à 1956. Il a aussi étudié aux États-Unis. C'est pendant ses études en Ontario qu'il commence à s'intéresser à l'abstraction et au nu. Il est aussi influencé par William Ronald. À l'exposition Smokeshop Sex Marauder de 1960, son intérêt pour le nu devient évident par le fait qu'il expose des images d'organes génitaux. Contrairement à Michael Snow et Joyce Wieland, il mène une rigoureuse exploration des thèmes érotiques dans l'art canadien. Ses peintures témoignent d'une grande énergie. En 1965, il devient célèbre pour sa série de grands tableaux de femmes en porte-jarretelles qu'on surnomme la Garterbeltmania. Une rétrospectives de toutes ses oeuvres est présentée à travers le pays en 1977 par la Robert McLaughlin Gallery. Avant d'avoir de s'être entièrement consacré à la peinture, Burton avait aussi pratiqué la sculpture et avait eu de nombreux prix. Une exposition commémorant ses soixante années de carrière a aussi été organisée par la Christopher Cutts Gallery en 2013.

## Œuvres
Liste non exhaustive de ses peintures :
- Diagram Portrait Reflection of Myself or Any Man as A Finite Universe, huile sur toile, 67,5 × 67,5 cm, 1961, Christopher Cutts Gallery[4] ;
- Fourplay, huile sur toile et acrylique, 60,96 × 60,96 cm, 1964, Collection privée[5].